# Ludi Plebeii
Ne doit pas être confondu avec Ludi Romani ou Ludi magni.

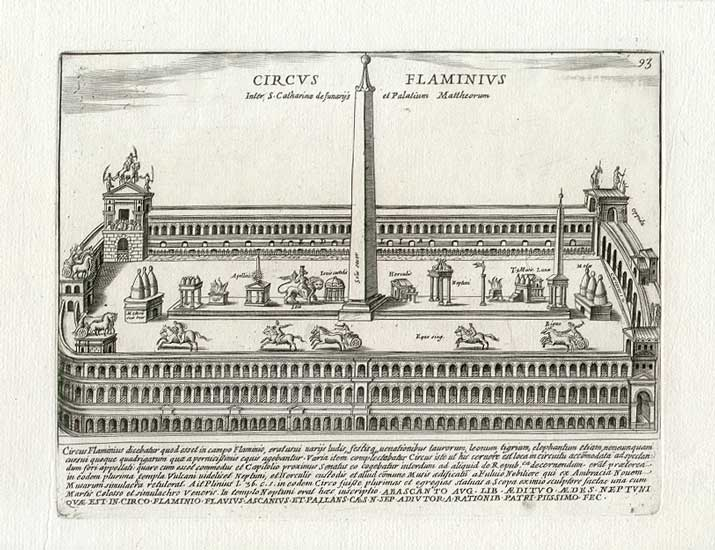
Cirque Flaminius

Les ludi Plebeii (« jeux plébéiens ») étaient de très anciens jeux de la Rome antique, dont la véritable origine était, semble-t-il, inconnue des Romains eux-mêmes. 
Les renseignements que le pseudo-Asconius nous donne sur la date et les circonstances de leur fondation sont sujets à caution, mais il semble que ces jeux n'aient pas existé avant l'année -293 (dont l'histoire détaillée termine la première décade de Tite-Live) car il n'est pas question des ludi Plebeii dans les dix premiers livres de l'historien. 
Le lieu où se tenait ces jeux est sujet à controverse : Valère Maxime indique qu'ils se tenaient au cirque Flaminius, mais est contredit sur ce point par d'autres sources.
Ces jeux étaient organisés et célébrés par les édiles plébéiens. Primitivement, sans doute, ils ne duraient qu'un jour, mais dès l'année -207, leur durée était augmentée. À la fin de la République, ils occupaient quatorze jours, du 4 au 17 novembre. Au IVe siècle, ils avaient perdu de leur importance et de leur éclat : dans le calendrier de Filocalus, quatre jours seulement leur sont attribués, du 12 au 16 novembre. 
De très bonne heure, des jeux scéniques y furent représentés : en -200, on y joua le Stichus de Plaute. 
Ces ludi, comme les ludi Romani, étaient accompagnés d'une equorum probatio. Dès l'année -213, ils étaient précédés d'un repas sacré en l'honneur de Jupiter, l’Epulum Jovis. Ce repas sacré avait lieu le 13 novembre.

## Source
« Ludi Plebeii », dans Charles Victor Daremberg et Edmond Saglio (dir.), Dictionnaire des Antiquités grecques et romaines, 1877-1919 [détail de l’édition] (lire en ligne) (« quelques transcriptions d'articles », sur mediterranees.net)